# 강섬모충속
강섬모충속 또는 디디니움속(Didinium)은 리토스토마테아강에 속하는 단세포 원생생물 속이다. 10여 종으로 이루어져 있고, 모든 종이 자유 생활을 하는 식육형 섬모충류이다.
대부분 민물과 강어귀의 기수(汽水)에서 발견되지만, 3종의 해양 종도 알려져 있다. 먹이는 주로 짚신벌레를 포식하지만, 다른 섬모충류를 공격하거나 먹기도 한다.  "디디니움 가르간투아"(D. gargantua)와 같은 일부 종은 섬모충류 원생생물이 아닌, 와편모충류와 은편모조류 그리고 녹조류 등을 먹는다.

## 사냥과 특징
집신벌레를 포함한 생물을 독포로 찌른 뒤 순식간에 삼켜버린다.독포가 있는 곳은 뾰족하며 입은 쉽게 삼킬수 있도록 크게 발달했다.섬모가 빽빽하게 나 있지만 몸전체를 덥지는 못한다.입 반대쪽은 둥글다.
몸은 사냥에 접합하다.이 때문에 섬모충류 최상위포식자 중 하나로 군림했다. 딜렙투스(Dileptus)도 섬모충류 최상위포식자로 군림했다.

## 하위 종
- Didinium alveolatum Kahl, 1930
- Didinium armatum Penard, 1922
- Didinium balbianii Fabre-Domergue, 1888
- Didinium bosphoricum Hovasse, 1932
- Didinium chlorelligerum Kahl, 1935
- Didinium faurei Kahl, 1930
- Didinium gargantua Meunier, 1910
- Didinium impressum Kahl, 1926
- Didinium minimum
- Didinium nasutum <smaal>(Müller, 1773) Stein, 1859